# بلاك روب
بلاك روب (بالإنجليزية: Black Rob) هو رابر ومغني أمريكي، ولد في 8 يونيو 1978 في بوفالو في الولايات المتحدة.
في الأيام التي تلت ذلك ، كشف روب أنه كان أيضًا بلا مأوى ويعاني من مشاكل صحية بما في ذلك الفشل الكلوي ، وهو ما أكده دي جي سيلف. “يا رجل ، لقد كنت أتعامل مع هذا لمدة خمس سنوات. أربع ضربات … لا أعرف ماذا أقول لك يا رجل. القرف مجنون. اعترف. ليس لدي منزل أعيش فيه – ربما باستثناء شقة. أنا ورجلي نحاول الالتقاء. أنا أخبرك يا رجل ، هذا القرف غريب. من الصعب ، هل تعرف ما أقوله؟ “ تواصل ديدي لمساعدة روب على أي حال – وفعل ذلك بالضبط – اعترف مارك كاري ، مغني الراب السابق في Bad Boy ، على وسائل التواصل الاجتماعي. قال كاري عن مساعدة باف: ” وأنت تتواصل وتحاول المساعدة “. “لن نقول إنه ليس كذلك – Puffy يحاول حقًا المساعدة.” بصفته فنان تسجيل سابق في Bad Boy Records ، أراد Puff التأكد من أن Rob تم الاعتناء به بأفضل طريقة ممكنة.

## وصلات خارجية
- بلاك روب على موقع IMDb (الإنجليزية)
- بلاك روب على موقع ميوزك برينز (الإنجليزية)
- بلاك روب على موقع أول ميوزيك (الإنجليزية)
- بلاك روب على موقع أول ميوزيك (الإنجليزية)
- بلاك روب على موقع ديسكوغز (الإنجليزية)
- بلاك روب على موقع ديسكوغز (الإنجليزية)